# Pereute callinice
Pereute callinice is een vlindersoort uit de familie van de Pieridae (witjes), onderfamilie Pierinae.
Pereute callinice werd in 1861 beschreven door C. & R. Felder.